# Arthur Maier
Arthur Maier (18. února 1870 Hroznětín – 8. října 1935 Karlovy Vary) byl česko-německý výrobce porcelánu, hoteliér a sběratel umění. Většinu svého života žil v Karlových Varech a věnoval se především sběratelské činnosti.

## Biografie

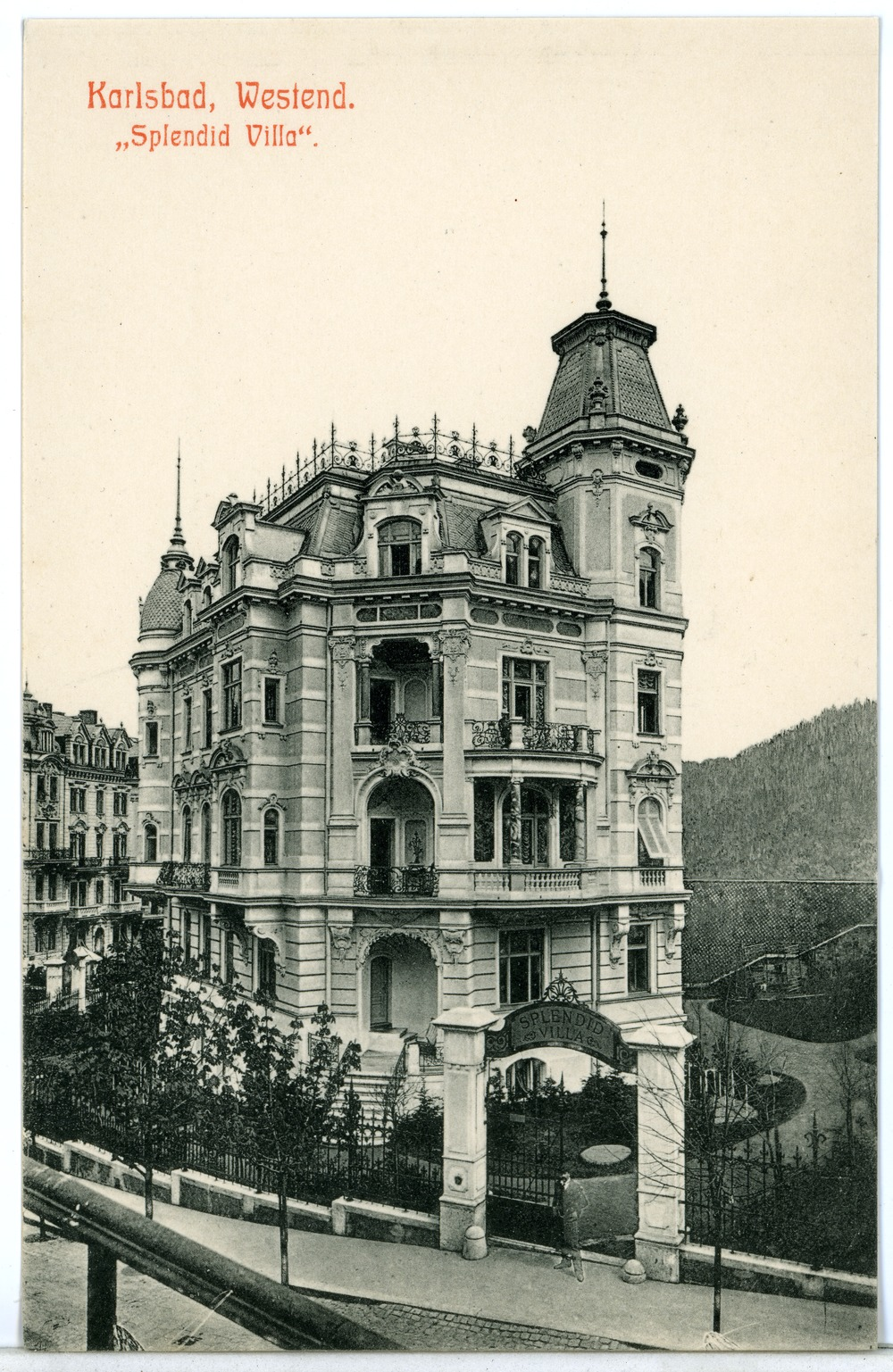
Vila Splendid v roce 1907

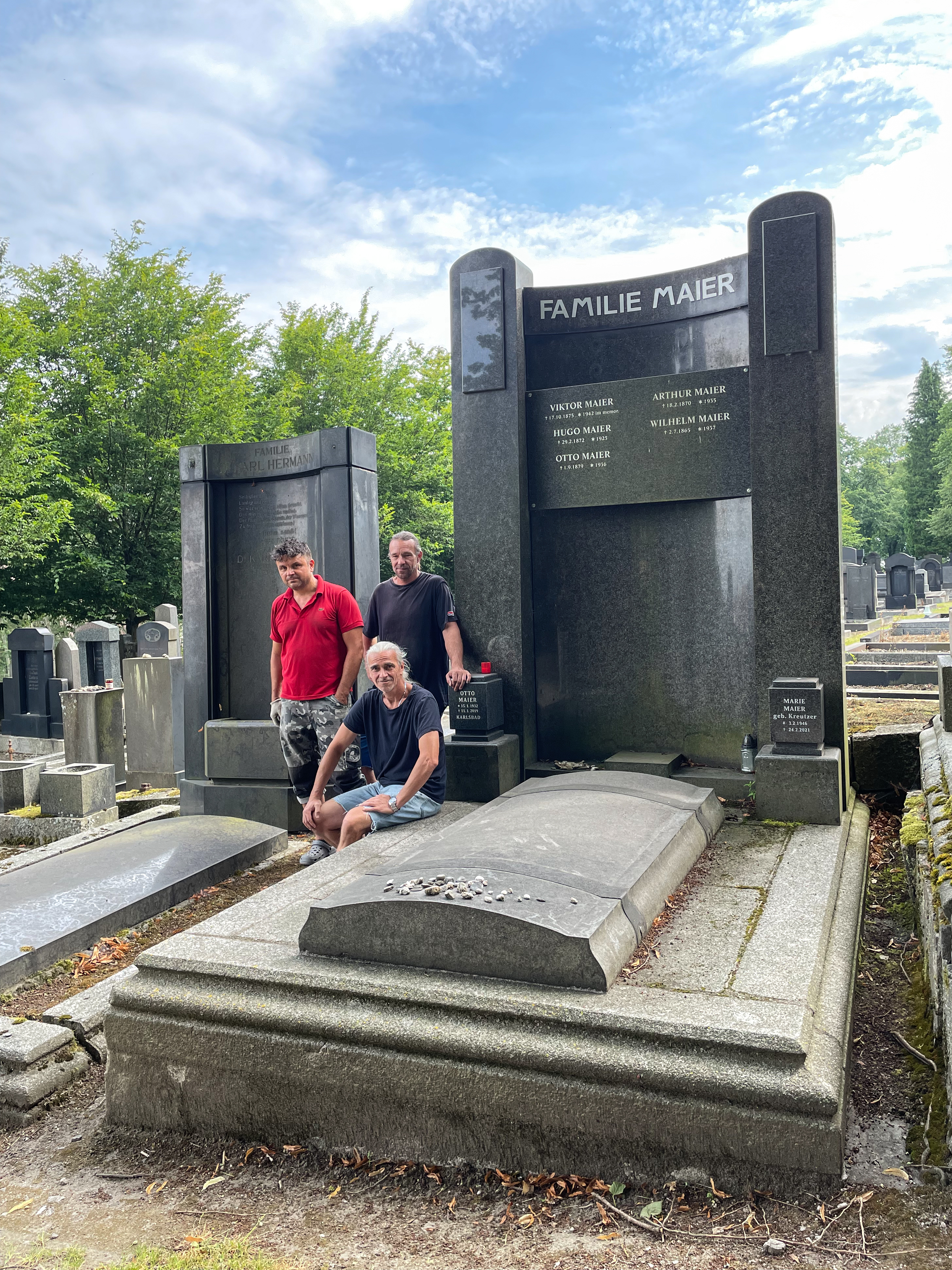
Karlovarští kameníci v roce 2021 obnovili hrob rodiny Maier

O dětství a mládí Arthura Maiera není zatím mnoho známo. Narodil se v roce 1870 v Hroznětíně do zámožné židovské rodiny manželů Maierových. Otec Israel Maier (1830–1907) a matka Pepi Josefine Maier (1843–1907) měli dalších šest potomků. Po zrušení zákazu trvalého pobytu židovského obyvatelstva v Karlových Varech přesídlila rodina do tohoto lázeňského města. Zde Maierovi postupně zakoupili nebo vystavěli řadu luxusních penzionů, hotelů a dalších nemovitostí, např. domy Sedm planet, Pomerančovník, Krásná královna, Tannhäuser (v Sadové ulici) nebo vilu Splendid.
Arthur pocházel z početné rodiny. Nikdy se neoženil, přivedl však na svět dva potomky. Syn Karl zřejmě trpěl duševní chorobou a zemřel v léčebně v Dobřanech v roce 1941. Další informace o něm ani jeho matce zatím nejsou známy. Dcera Marianna Matella, celým jménem Marianna Franziska Matella (Möller-Maier) (1902–1954), se narodila v Karlových Varech jako nemanželské dítě Barbary Möller (nar. 1879). I když oficiálně byl Arthur Maier jako otec zapsán v římskokatolické matrice narozených až v roce 1925, ke svému otcovství se hlásil již dříve a svou dceru i její matku finančně podporoval.
Po smrti rodičů byl majetek v roce 1907 rozdělen mezi potomky. Arthur zdědil podíl v prosperující božičanské porcelánce a vilu Splendid v prestižní karlovarské lokalitě Westend, ve které pak žil do konce svého života. Výnosy z porcelánky společně s příjmy z ubytování lázeňských hostů ve vile mu zajistily dostatečný přísun financí, aby se mohl věnovat své velké zálibě – sběratelské činnosti (viz níže). Vilu Splendid navštěvovali významní hosté, např. v červnu 1910 a v roce 1912 zde pobývali i příslušníci panovnické rodiny, arcivévodkyně Marie Anna Rakouská se svým manželem, vévodou Eliášem Parmským. O zhlédnutí sbírky projevil zájem i prezident T. G. Masaryk, který při jednom ze svých karlovarských pobytů vilu navštívil a nesmazatelně se tak zapsal do rodinné historie Maierových.

### Závěr života
Arthur Maier dne 8. října 1935 ve věku 65 let v Karlových Varech podlehl rakovině. O dva dny později bylo na jeho výslovné přání tělo odevzdáno očistné síle plamene, jak uváděla smuteční oznámení uveřejněná v Karlsbader Tagblatt a Deutsche Tages-Zeitung. Arthurovy ostatky jsou uloženy, společně s ostatky jeho matky, otce a bratra Huga, v rodinné hrobce Maierových na karlovarském židovském hřbitově. Univerzální dědičkou se stala dcera Marianna.
Arthur Maier odešel v době, kdy se Evropa začala měnit jednou provždy. První norimberský zákon byl přijat v polovině září téhož roku a stal se tak předzvěstí genocidy, jejíž obětí se pak stala i část Arthurovy širší rodiny.

## Sběratel umění

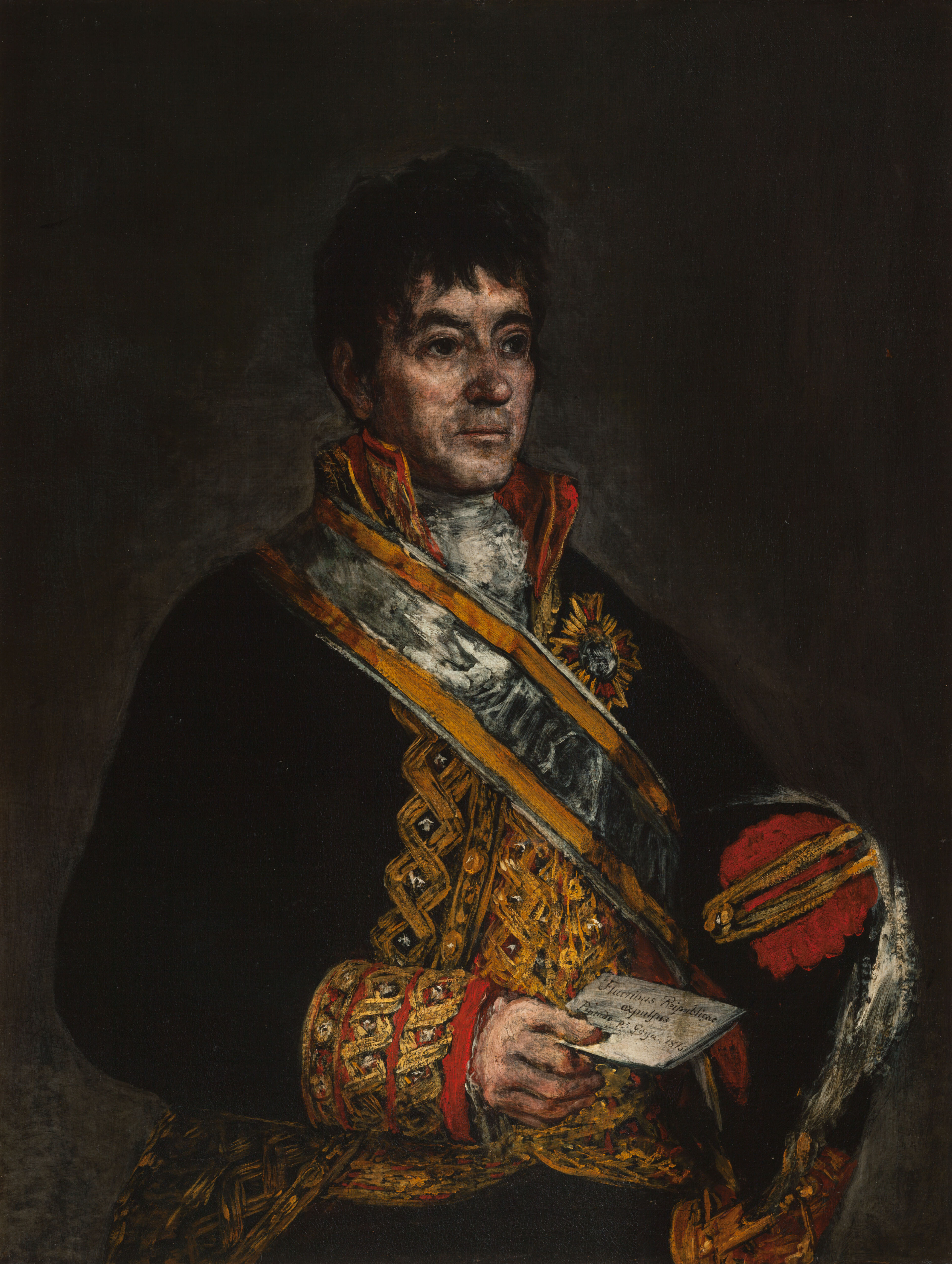
Portrét Miguela de Lázdizábal, Francisco Goya, Národní galerie v Praze

V přízemí své vily budoval Arthur sbírku obrazů, která postupem času nabyla evropského významu. Sběratelství věnoval třicet let svého života. První obraz si pořídil v roce 1904 v době Zlatého věku Karlových Varů, tedy prosperity, která v jeho případě trvala až do první světové války. V tomto období zakoupil většinu nejcennějších obrazů. Nakupoval převážně v zahraničí, v Paříži, Vídni, Mnichově, ale i jinde. Díky jeho činnosti se tak do Čech dostala jedinečná díla. Kromě maleb se Arthur zajímal o japonské dřevořezy, přírodní krystaly, polodrahokamy, japonské bronzové plastiky zvířat, sklo, či přihrádkové emaily cloisonné. V posledních letech svého života věnoval pozornost také vřídlovci.
Sbírka obrazů Arthura Maiera obsahovala přibližně sto unikátních uměleckých děl a mohla tak konkurovat významným evropským soukromým kolekcím. Sběratelův zájem se soustředil především na italské a vlámské umění. Ve sbírce však nechyběla ani díla španělská, německá nebo obrazy místních umělců. Nejznámějším dílem je bezpochyby portrét Miguela de Lázdizábal od Francisca Goyi. Je to jediná malba tohoto Španěla na českém území, která je umístěna v Národní galerii. Dalším cenným obrazem je Zívající sedlák, miniatura o velikost 12x9 cm, která je připisována Petru Bruegelovi staršímu. V polovině třicátých let 20. století se však přiblížil zánik sbírky, a to v důsledku mnoha neblahých okolností – zhoršující se finanční situaci způsobené hospodářskou krizí, absencí pokračovatele ve sběratelské činnosti a v neposlední řadě také kvůli Arthurově nemoci, tehdy již v terminálním stadiu.
Marianna Matella po otci nezdědila jen aktiva. Společně s vilou a obrazy převzala i nemalé otcovy dluhy. Rozhodla se sbírku vyvézt a zpeněžit, dluhů se zbavit a přesídlit do zahraničí. Prodej obrazů před i po Arthurově smrti neznamenal pouze destrukci sbírky, ale i záchranu uměleckých děl pro budoucnost. Téměř všechna díla, která se Marianně podařilo prodat, jsou dnes vystavena v galeriích na několika kontinentech.
Úplný zánik sbírky přišel až s koncem druhé světové války. Marianna ji kvůli svým židovským kořenům prožila ve strachu, od perzekuce ji však nejspíš uchránil sňatek s Maxem Matellou, jehož původ byl podle nacistických kritérií bez poskvrny. Po osvobození jako Němci přišli nakonec o vše: zkonfiskována byla jejich vila, veškeré zbývající obrazy a umělecké předměty, vybavení, nábytek, knihy a mnohé další osobní předměty v bytě. Manželé se přestěhovali do jednopokojového podkrovního bytu bez sociálního zařízení nedaleko Vřídla. Marianna zemřela 3. 12. 1954, Max ji přežil o několik let. Jejich manželství zůstalo bezdětné.